# Club Deportivo Huesca
El Club Deportivo Huesca fue un club de fútbol español, de la ciudad de Huesca, en Aragón, fundado en 1929 como Club Deportivo Oscense. Desapareció en 1940 tras fusionarse con el Club Deportivo Español de la ciudad oscense, dando lugar a la Unión Deportiva Huesca.

## Historia
Club fundado en 1929 comienza su andadura en la categoría de Tercera Regional, saltando escalafones al ritmo de categoría por temporada, vaticinando un futuro prometedor, que sin embargo quedó truncado por las circunstancias venideras.
En 1931 consigue llegar a la final de la Copa de España Amateur, el Campeonato de España de Aficionados. Dicha final la perdería en el Campo de Chamartín contra el Ciosvín vigués, gesta que sin embargo pero quedaría como el primer gran éxito del fútbol oscense que tardaría años en superarse.
Un año más tarde, en 1932, el Club Deportivo Huesca asciende a la Tercera División de España, finalizando segundo de su grupo y disputando la eliminatoria de ascenso a Segunda División, que hubiera supuesto su cuarto ascenso consecutivo, aunque caería eliminado a las primeras de cambio. Disputaría una temporada más en Tercera en la que no conseguiría ascender tampoco, y tras la cual la Federación Española de Fútbol no celebraría más ediciones de la categoría de bronce española momentáneamente, abandonando a su suerte al club oscense, que solo podría disputar modestamente el Campeonato Regional de Aragón. Poco después, estallaría la Guerra civil y su desestabilizado equipo competiría por última vez en el Campeonato de Aragón en la temporada 1938-39.

## Uniforme
- Uniforme titular: Camiseta azulgrana a franjas verticales y pantalón azul marino.

## Estadio
El Club Deportivo Huesca jugó en Villa Isabel, inaugurado en 1926, con capacidad para 6.000 espectadores y un terreno de juego de hierba de 110x60 metros.

## Datos del club
- Temporadas en Tercera División: 2.

### Cronograma
* Nota: Se muestran solo las temporadas de competición de Liga desde su instauración por la RFEF. De 1928 a 1940, el sistema de competición de Liga en España era similar al actual brasileño, dos sistemas piramidales simultáneos e independientes: la pirámide nacional, y la pirámide regional.

## Palmarés

### Torneos nacionales
- Subcampeón del Campeonato de España de Aficionados (1): 1931.